# L'Énigme du lac Noir
Pour plus de détails, voir Fiche technique et Distribution.
L'Énigme du lac Noir (The Secret of Convict Lake) est un western américain réalisé par Michael Gordon, et sorti en 1951.
Basé sur une fait réel s'étant produit dans la Sierra Nevada (Californie), à Convict Lake, le film relate l'arrivée de six évadés de prison dans un hameau isolé en montagne habité seulement par huit femmes. Avant cet événement, le lac s'appelait Lake Monte Diablo ; il fut par la suite rebaptisé Convict Lake (le Lac des condamnés).

## Synopsis
En 1871, un groupe de bagnards s'échappe de la prison de Carson City dans le Nevada et tente de rejoindre la Californie à travers les montagnes enneigées. Piégés dans le blizzard, ils finissent par atteindre le hameau isolé de Monte Diablo. Là, ils s'aperçoivent que tous les hommes sont partis et que le village n'est plus occupé que par des femmes. Les fuyards demandent à celles-ci de quoi manger et dormir. Bien que méfiantes, elles finissent par accepter de les loger pour une nuit.
Jim Canfield, un des fugitifs, ne s'est pas dirigé vers Monte Diablo par hasard. Il est à la recherche de Rudy Schaeffer, l'homme qui l'a injustement fait condamner pour meurtre et vol de quatre mille dollars. Ses compagnons suivent, quant à eux, Canfield afin de mettre la main sur ce butin. Bien armées, les femmes maintiennent tout d'abord l'autorité sur leurs invités. Mais bien vite, la situation se retourne et les forçats prennent le contrôle du hameau. Seul Canfield s'oppose aux intentions malveillantes de ses acolytes, mais il ne peut les maitriser seul. Marcia Stoddard, une des habitantes et fiancée de Schaeffer, découvre que son futur époux détient l'argent volé dans sa cabane. Elle finit par s'éprendre de Canfield et tente d'éviter le duel qui les attend au retour imminent des hommes du village.

## Fiche technique
- Titre : L'Énigme du lac Noir
- Titre original : The Secret of Convict Lake
- Réalisation : Michael Gordon
- Scénario : Victor Trivas, Oscar Saul, Ben Hecht (non crédité), d'après une histoire d'Anna Hunger et Jack Pollexfen
- Chef opérateur : Leo Tover
- Musique : Sol Kaplan
- Montage : James B. Clark
- Costumes : Edward Stevenson
- Décors : Thomas Little, Fred J. Rode
- Direction artistique : Richard Irvine, Lyle R. Wheeler
- Production : Frank P. Rosenberg
- Société de production et de distribution : 20th Century Fox
- Pays de production : États-Unis
- Langue : anglais
- Genre : Western
- Format : Noir et blanc - 35 mm - 1,37:1 - Son : Mono (Western Electric Recording)
- Durée : 83 minutes
- Dates de sortie : 
  - États-Unis : 3 août 1951 (New York)
  - France : 28 novembre 1952

## Distribution
- Glenn Ford : Jim Canfield
- Gene Tierney : Marcia Stoddard
- Ethel Barrymore : Granny
- Zachary Scott : Johnny Greer
- Ann Dvorak : Rachel Schaeffer
- Barbara Bates : Barbara Purcell
- Cyril Cusack : Edward « Limey » Cockerel
- Richard Hylton : Clyde Maxwell
- Helen Westcott : Susan Haggerty
- Jeanette Nolan : Harriet Purcell
- Ruth Donnelly : Mary Fancher
- Harry Carter : Rudy Schaeffer
- Raymond Greenleaf : Tom Fancher
- Jack Lambert : Matt Anderson
- Ray Teal : Shérif Cromwell
- Houseley Stevenson : Samuel « Pawnee Sam » Barlow
- Tom London : Jerry
- Dale Robertson : le narrateur

## À noter
- En France, ce film devait être programmé sous le titre de Carson City par l'ORTF comme film du dimanche après midi (fin des années 1950). La diffusion fut annulée pour cause de violence (officiellement : pour mauvaise copie du film).